# Heart's Hill n.º 352
Heart's Hill n.º 352 es un municipio rural canadiense situado en la provincia de Saskatchewan.

## Superficie
Heart's Hill n.º 352 tiene una superficie de 826,01 km².

## Demografía
En 2021, tenía 234 habitantes, una densidad poblacional de 0,3 hab./km², y 116 viviendas.